# Giovanni Scher
Giovanni Scher (født 21. oktober 1915 i Koper, død 1992) var en italiensk roer, der deltog i OL 1932 i Los Angeles.
Scher var ved OL 1932 styrmanden i den firer med styrmand, der blev roet af Riccardo Divora, Bruno Parovel, Giovanni Plazzer og Bruno Vattovaz. Blot syv både deltog i konkurrencen, og italienerne kvalificerede sig til finalen ved at vinde deres indledende heat over blandt andet den tyske båd. I finalen var tyskerne stærkere, og de kæmpede længe med italienerne om at ligge forrest. Til sidst måtte italienerne se tyskerne vinde guldet 0,2 sekunder foran, mens italienerne var langt foran polakkerne på tredjepladsen.

## OL-medaljer
- 1932:  Sølv i firer med styrmand